# Viện Ngân hàng Thế giới
Viện Ngân hàng Thế giới là chi nhánh xây dựng năng lực của Ngân hàng Thế giới. Cơ quan này cung cấp các chương trình học tập, tư vấn chính sách và hỗ trợ kỹ thuật cho các nhà hoạch định chính sách, các cơ quan chính phủ và phi chính phủ và các nhà thực hành phát triển của các nước đang phát triển. Năng lực phát triển được định nghĩa bởi WBI là "khả năng của các cá nhân, tổ chức, và toàn thể xã hội để giải quyết vấn đề, đưa ra các lựa chọn hợp lý, sắp xếp các ưu tiên của họ và lên kế hoạch tương lai, cũng như thực hiện các chương trình và dự án, và duy trì chúng theo thời gian" 

## Lịch sử và thành tựu
WBI trước đây được đặt tên là Viện Phát triển Kinh tế được thành lập vào năm 1955. Năm 2000 được đổi tên thành Viện Ngân hàng Thế giới. Theo trang web của WBI, WBI đã phân phát 800 hoạt động học tập cho hơn 90.000 khách hàng và trao 211 suất học bổng. Mạng lưới học tập phát triển toàn cầu của WBI kết nối các trang web học tập từ xa với các công nghệ truyền thông tốc độ cao.